# Cinderela Baiana
Pour plus de détails, voir Fiche technique et Distribution.
Cinderela Baiana (en français Cendrillon de Bahia) est un film brésilien réalisé par Conrado Sanchez, sorti en 1998.
Le film est une biographie romancée de Carla Perez, chanteuse et danseuse sexy du É o Tchan!, dont ce sera le seul grand rôle au cinéma. Après un tournage pendant trois mois dans les villes de Salvador et de Milagres, il sort au cinéma le 4 septembre 1998 et, moins de trois mois plus tard, en VHS. Le film est fortement critiqué et est considéré : l'un des pires films brésiliens jamais réalisés.

## Synopsis
Carla vit avec ses parents, Raimundo et Maria, dans une cabane pauvre dans le sertão de Bahia. Après la mort de sa mère de la tuberculose, elle et son père déménagent à Salvador, où ils visent une vie meilleure. Danseuse de talent sans jamais avoir fait d'études, Carla est bientôt repérée par Pierre et son assistant Beto et est catapultée au rang de star, mais la jeune femme découvre bientôt que l'homme d'affaires est un homme sans scrupules, uniquement intéressé par l'exploitation au maximum en échange d'argent, qui ne lui est jamais reversé. Aidée par ses deux amis, Bucha et Chico, et par son petit ami, Alexandre, elle trouve la force de combattre Pierre et de vivre librement comme elle le souhaite.

## Fiche technique
- Titre original : Cinderela Baiana
- Réalisation : Conrado Sanchez
- Scénario : Conrado Sanchez
- Chorégraphie : Antônio Cozido
- Direction artistique : José Sebastião Maria de Souza
- Photographie : Conrado Sanchez
- Son : Miguel Angelo dos Santos
- Montage : Eder Mazzini (pt)
- Production : Bertram Vetter, A. P. Galante (pt)
- Société de production : Itanhandu Produções, Cinema e Vídeo Ltda., Galateia Produções Ltda.
- Société de distribution : Art Filmes
- Pays d'origine :  Brésil
- Langue : Portugal
- Format : Couleur - 1,66:1 - Dolby - 35 mm
- Genre : Comédie romantique
- Durée : 83 minutes
- Dates de sortie :
  - Brésil : 4 septembre 1998.

## Distribution
- Carla Perez : Carla Gomes
- Alexandre Pires (pt) : Alexandre
- Perry Salles (pt) : Pierre
- Lázaro Ramos : Chico
- Lucci Ferreira (pt) : Bucha
- Val Perré (pt) : Beto
- Armindo Bião dans le rôle de Raimundo Gomes
- Juliana Calil : Maria Gomes
- Carla Fabianny : Carla (enfant)

## Production
Cinderela Baiana est réalisé par Conrado Sanchez (il s'agira de son seul film) et produit par Antonio Polo Galante, marquant les débuts de Carla Perez, danseuse du groupe É o Tchan !, au cinéma. Le film est une comédie musicale pour enfants qui a Carla comme protagoniste de sa propre histoire, mais selon le réalisateur, « L'intrigue a à voir avec la vie de la danseuse, mais, au fond, c'est une fiction. Dans le film, Carla a une enfance un peu plus triste et plus pauvre qu'en réalité ». Alexandre Pires, du groupe Só Pra Contrariar et petit ami de Carla à l'époque, participe également au film.
Le 29 avril 1998, Carla raconte à O Globo qu'elle avait reçu une proposition d'Art Filmes pour enregistrer un long métrage deux ans plus tôt, mais l'avait rejetée. Elle déclare aussi : « Maintenant, j'ai reçu une autre proposition, qui m'intéresse et je vais l'évaluer ».
La tournage de Cinderela Baiana commence le 15 juin 1998 dans les villes bahianaises de Salvador et de Milagres. Le 18, les enregistrements dans le quartier d'Alagados sont interrompus en raison du harcèlement des fans, qui réclament des autographes de Carla et finissent par détruire un pont d'accès aux maisons sur pilotis.
Selon Folha de S.Paulo, le coût de production est d'environ 2,9 millions de dollars.
Après trois mois de production, le film sort le 4 septembre. Moins de trois mois après sa sortie en salles, en novembre, il sort en VHS édité par PlayArte (pt).

## Box-office
Selon l'Agência Nacional do Cinema (pt) (Ancine), Cinderela Baiana fit 32 000 spectateurs et un revenu de 180 000 reais.

## Critique
La réception critique au moment de la sortie du film est négative. On lui reproche la performance terne et amatrice de Carla Perez, l'intrigue clichée, plusieurs incohérences narratives et le rôle ridiculement exagéré de Perry Salles dans le rôle de Pierre.
Joana Rodrigues, pour le journal O Pioneiro, le jour de la sortie, déclare : « Considérer Cendrillon Baiana comme un film, c'est trop demander. [...] L'incompétence est le mot d'ordre de Cendrillon Baiana ». Au début de 1999, la Tribuna da Imprensa déclare : « Le film était considéré comme si mauvais que même Carla Perez n'a pas accepté de le promouvoir » ; le journal rapporte qu'il n'avait été projeté que dans un seul cinéma à Salvador. Renato Lemos, de Jornal do Brasil, déclare : « c'est la pire chose produite dans le cinéma national depuis que Gretchen a fait Aluga-Se Moças (pt) ». La chanteuse Daniela Mercury recommanda le film, « pour valoriser le paysage de ma terre ».
Rétrospectivement, Cinderela Baiana est considéré comme l'un des pires films brésiliens de l'histoire, figurant sur plusieurs listes du genre.
L'écrivain, blogueur et critique de cinéma Renzo Mora parle de Cinderela Baiana dans son livre de 2009 25 Filmes que Podem Arruinar a Sua Vida!
En 2010, le magazine Veja dresse une liste des 10 pires films brésiliens de tous les temps, plaçant Cinderela Baiana à la première place et la qualifiant de honte.  En 2016, Cinderela Baiana est dans la liste des "20 pires films de tous les temps" du journal O Estado de S. Paulo, en 12e position, et en 2018, il est en première place dans la liste des "trois meilleurs pires films du cinéma national" par Superinteressante, avec O Guerreiro Didi e a Ninja Lili (pt) et Inspetor Faustão e o Mallandro (pt).
Revista Bula inclut le film dans sa liste des 21 pires films brésiliens de tous les temps. AdoroCinema le met dans sa liste de "10 films si mauvais, mais si mauvais qu'ils sont devenus des classiques cultes".

## Postérité
Carla Perez déclare dans une interview en 2008 qu'elle désavoue le film, disant qu'elle le regrettait en tant qu'actrice. À sa demande, le film est retiré de la circulation quelques années après sa sortie ; étant ainsi, les copies physiques originales du film sont extrêmement rares et très difficiles à obtenir.
De son côté, l'acteur Lázaro Ramos déclarera, dans une interview en 2015, qu'il ne regrettait pas d'avoir participé au film, cela lui permit de quitter son emploi de technicien de laboratoire de pathologie et de réussir à payer des cours de théâtre.
Cependant, le film est diffusé sur des sites Web de partage de fichiers. Le film acquiert un petit culte, des extraits de celui-ci sont largement utilisés comme source pour YouTube Poop au Brésil. Selon le chercheur Arthur Autran, le film s'est vendu à un peu plus de 50 000 copies VHS avant son rappel.
En avril 2016, les fans créent une campagne Facebook pour que Cinderela Baiana soit ajoutée à la plateforme de streaming Netflix, qui atteint plus de 6 000 participants. Netflix répond avec une vidéo dans laquelle Carla déclare que la plateforme n'accepte que les films en HD, et comme le film n'est disponible qu'en VHS, l'ajout ne serait pas possible.
En 2021, sort sur le service Prime Video le film américain Cendrillon, avec la chanteuse Camila Cabello. Au cours de sa promotion, elle déclare qu'elle est la première Cendrillon latina. Sur les réseaux sociaux, Carla Perez rétorque qu'elle a tourné Cinderela Baiana.